# Schur-Komplement
In der linearen Algebra bezeichnet das Schur-Komplement eine Matrix, die sich aus den einzelnen Blöcken einer größeren Matrix berechnet.  Das Schur-Komplement ist nach Issai Schur benannt.

## Definition
Sei M eine {\displaystyle (n+m)\times (n+m)}-Matrix, die aus vier Teilblöcken zusammengesetzt ist:
{\displaystyle M=\left({\begin{matrix}A&B\\C&D\end{matrix}}\right)}.
Dabei sei A eine {\displaystyle n\times n}-, B eine {\displaystyle n\times m}-, C eine {\displaystyle m\times n}- und D eine {\displaystyle m\times m}-Matrix.  Des Weiteren sei vorausgesetzt, dass A invertierbar ist.
Die Matrix
{\displaystyle S=D-CA^{-1}B\,}
heißt Schur-Komplement von A in M.

## Interpretation als Ergebnis der Gaußelimination
Das Schur-Komplement lässt sich als Ergebnis eines Schritts des Gaußschen Eliminationsverfahrens auf Ebene der Matrixblöcke interpretieren:  Die formale Anwendung der Gaußelimination auf die {\displaystyle (2\times 2)}-Blockmatrix {\displaystyle M} entspricht der Multiplikation von links mit der Matrix
{\displaystyle L=\left({\begin{matrix}I_{n}&0\\-CA^{-1}&I_{m}\end{matrix}}\right),}
wobei {\displaystyle I_{n}} und {\displaystyle I_{m}} die {\displaystyle (n\times n)}- bzw. {\displaystyle (m\times m)}-Einheitsmatrizen bezeichnen.  Das Schur-Komplement erscheint dann im unteren, rechten Block des Matrizenprodukts:
{\displaystyle LM=\left({\begin{matrix}A&B\\0&D-CA^{-1}B\end{matrix}}\right).}
Daher kann die Inverse von {\displaystyle M} aus der Inversen von {\displaystyle A} und von seinem Schur-Komplement {\displaystyle S} berechnet werden:
{\displaystyle \left({\begin{matrix}A&B\\C&D\end{matrix}}\right)^{-1}=\left({\begin{matrix}A^{-1}+A^{-1}BS^{-1}CA^{-1}&-A^{-1}BS^{-1}\\-S^{-1}CA^{-1}&S^{-1}\end{matrix}}\right)}
oder auch
{\displaystyle \left({\begin{matrix}A&B\\C&D\end{matrix}}\right)^{-1}=\left({\begin{matrix}I_{n}&-A^{-1}B\\0&I_{m}\end{matrix}}\right)\left({\begin{matrix}A^{-1}&0\\0&S^{-1}\end{matrix}}\right)\left({\begin{matrix}I_{n}&0\\-CA^{-1}&I_{m}\end{matrix}}\right).}

## Eigenschaften
Unter der Voraussetzung, dass M symmetrisch ist, ist M dann und nur dann positiv definit, wenn A und das Schur-Komplement S positiv definit sind.
Analog zur oben angegebenen Definition lässt sich auch das Schur-Komplement zum Block D bilden.
Für zwei invertierbare Matrizen gleicher Größe {\displaystyle M_{1}} und {\displaystyle M_{2}} mit den Teilmatrizen {\displaystyle A_{1},B_{1},C_{1},D_{1}} bzw. {\displaystyle A_{2},B_{2},C_{2},D_{2}} seien {\displaystyle S_{1}} und {\displaystyle S_{2}} die entsprechenden Schur-Komplemente von {\displaystyle A_{1}} in {\displaystyle M_{1}}, bzw. {\displaystyle A_{2}} in {\displaystyle M_{2}}. Mit der Definition des folgenden Matrix-Produkts
{\displaystyle A*B=A(A+B)^{-1}B} und wenn {\displaystyle S_{*}} das Schur-Komplement von {\displaystyle M_{1}*M_{2}} bezeichnet, das in entsprechender Weise wie für {\displaystyle M_{1},M_{2}} gebildet wird, gilt, dass das Schur-Komplement des Produkts gleich dem Produkt der Schur-Komplemente ist: {\displaystyle S_{*}=S_{1}*S_{2}}

## Anwendung bei der Lösung linearer Gleichungssysteme
Das Schur-Komplement kann zur Lösung von linearen Gleichungssystemen der Form
{\displaystyle \left({\begin{matrix}A&B\\C&D\end{matrix}}\right)\left({\begin{matrix}x\\y\end{matrix}}\right)=\left({\begin{matrix}f\\g\end{matrix}}\right)}
eingesetzt werden.  Dabei bezeichnen x und f Vektoren der Länge n und y und g Vektoren der Länge m. Ausgeschrieben lautet dieses Gleichungssystem:
{\displaystyle Ax+By=f\,}
{\displaystyle Cx+Dy=g\,}
Multiplikation der ersten Gleichung von links mit {\displaystyle -CA^{-1}} und Addition zur zweiten Gleichung liefert
{\displaystyle (D-CA^{-1}B)y=g-CA^{-1}f.\,}
Wenn man also A und S invertieren kann, dann kann man diese Gleichung nach y auflösen und dann
{\displaystyle Ax=f-By\,}
berechnen, um die Lösung {\displaystyle (x,y)} des ursprünglichen Problems zu erhalten.
Die Lösung eines {\displaystyle (n+m)\times (n+m)}-Systems reduziert sich damit auf die Lösung eines {\displaystyle n\times n}- und eines {\displaystyle m\times m}-Systems.
Eine wichtige Bemerkung in diesem Zusammenhang ist die Tatsache, dass die inverse Matrix {\displaystyle A^{-1}} in manchen iterativen numerischen Algorithmen wie Krylov-Unterraum-Verfahren nicht explizit gebildet werden muss. Wie eine genauere Betrachtung der zu lösenden Gleichungssysteme zeigt, wird nur die Wirkung von {\displaystyle A^{-1}} auf die Vektoren {\displaystyle f} und, im Laufe der iterativen Lösung von {\displaystyle (D-CA^{-1}B)y=g-CA^{-1}f}, auf die vorherige Lösung {\displaystyle y_{\text{alt}}} benötigt, sodass die Bildung der Inversen als Lösung eines linearen Gleichungssystems aufgefasst werden kann. Gerade bei dünn besetzten Matrizen ist dadurch eine sehr effiziente Lösung möglich.